# 北カリフォルニア

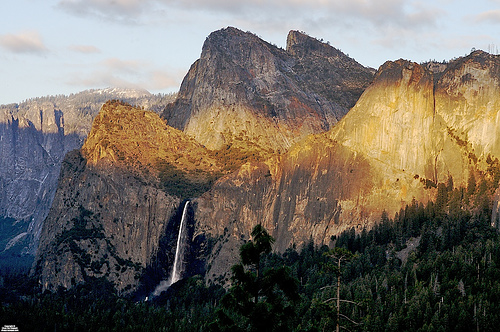
シエラネバダ山脈のヨセミテ・バレー

北カリフォルニア（きたカリフォルニア、英: Northern California）は、アメリカ合衆国カリフォルニア州の北側部分である。
この地域にはサンフランシスコ・ベイエリア、サンフランシスコ市、サンノゼ市、オークランド市、州都のサクラメント市、セコイアの森があり、またヨセミテ・バレーとタホ湖を含むシエラネバダ山脈、カスケード山脈では第2位の標高であるシャスタ山、および世界でも有数の農業生産性を誇るカリフォルニアセントラルヴァレーがある。
紀元前の少なくとも8000年から5000年、おそらくはさらに前には既に先住民であるインディアンが北カリフォルニアに到着しており、それに続く先住民が増加したことにより先コロンブス期の北アメリカでは最大級に人口密度の高い地域になっていた。16世紀初期から18世紀半ばにかけて到着したヨーロッパ人探検家たちは、北カリフォルニアにヨーロッパの開拓地を造るまでに到らなかった。1770年、モントレーに設立されたスペインの伝道所がこの地域で最初のヨーロッパ人開拓地であり、その後に海岸に沿った伝道所が追加され、最終的には北のソノマ郡まで伸びていった。

## 概要

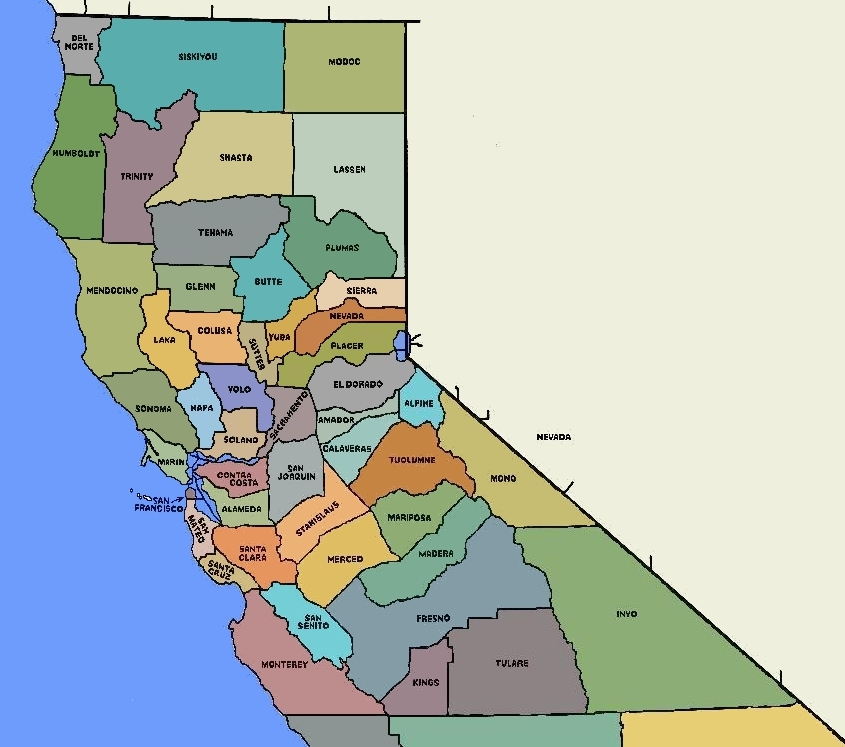
北カリフォルニアとして通常分類される地域内にある48郡

北カリフォルニアという地域について公式の地理的定義はなく、北カリフォルニアを構成する場所の定義は様々である。地理的にカリフォルニア州の南北をわける中間線は北緯37度線付近であり、サンフランシスコ市に近い。しかし、これは一般に使われているものとは一致しない。カリフォルニア州を2つに分けた場合、北カリフォルニアという言葉は通常、南カリフォルニアの10郡より北にある48郡である。またテハチャピ山地より北の地域にも当てはまる。この定義ならば幾つかの郡境が並ぶ北緯35度47分28秒の線（ディアブロ山麓の南、第6標準緯線）にきちんと一致しており、モントレー郡、キングス郡、トゥーレアリ郡およびインヨー郡の南郡境である。
カリフォルニア州は面積が大きく地形が多様であるので、他の方法で小区分に分けることもできる。例えば、セントラルバレーはそれ自体文化的にも地形的にも海岸部とは明らかに異なる地域である。その中に含まれるサクラメント・バレーやサンホアキン・バレーの大半は、南北カリフォルニアに分割される位置にあるが、通常北カリフォルニアに含めて考えられている。
サンフランシスコ・ベイエリアやサクラメント都市圏の郊外部より北の地域は別の地域と考えられることも多い。州最北部の住人は州議会に送る代議員の数が少ないと考えてきており、1941年にはオレゴン州南部と共にジェファーソン州と呼ぶ新しい州を起こそうとしたことがあり、また近年にもカリフォルニア州を2つないし3つの州に分割する法案を提案した。サクラメント市より北の地域は地元住民からノースステイト（北の州）と呼ばれている。2001年以降、北側20郡はポイントアリーナからタホ湖の線より北側をアップステイト・カリフォルニアとして宣伝している。

## 重要性
カリフォルニア・ゴールドラッシュが起こって以来、北カリフォルニアは世界の経済、科学および文化といった各分野の先進地域になってきた。19世紀に金探鉱技術が開発され、これが世界中に適用されたことに始まり、世界的に有名な電子技術やオンラインビジネスモデル（例えばApple、ヒューレット・パッカード、グーグル、ヤフー！、イーベイ）の発展に到るまで、北カリフォルニアは常に新しい事業の方法で最前線に立ってきた。科学の分野では超ウラン化学元素を最初に分離して14元素の名前を付けることから、マイクロチップ技術を切り開くことまであった。文化的な貢献としては写真家アンセル・アダムズ、映画監督ジョージ・ルーカスおよび俳優・映画監督のクリント・イーストウッドなどの作品や、ビートニク時代、サマー・オブ・ラブ（アメリカでのヒッピー・ムーブメントの頂点）、ワイン醸造があり、またシリコンバレーのドットコムブームでまず広まり現在は世界中で使われている開放的でカジュアルな仕事場などで貢献している。

## 地理と気候

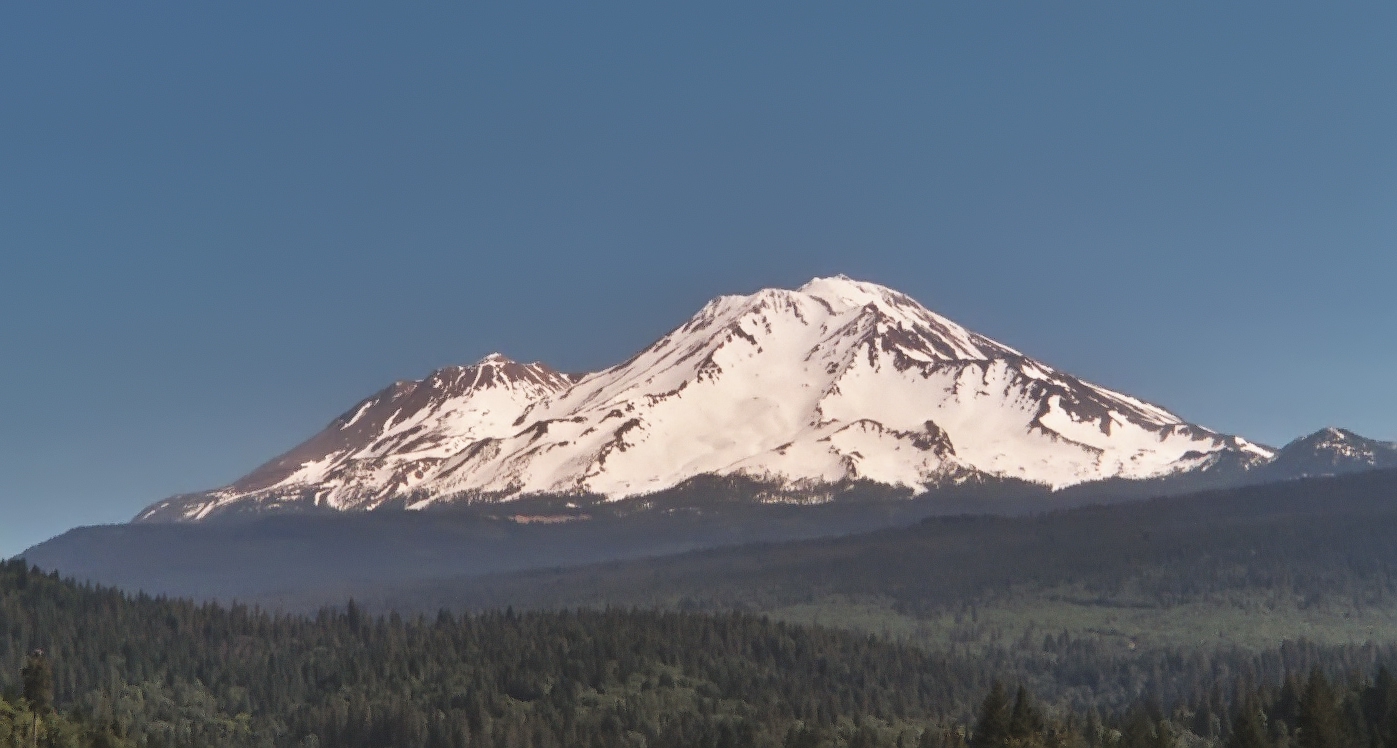
シャスタ山、標高 14,179 フィート (4,321 m)

北カリフォルニアの多様な地形は太平洋岸の砂浜から東部の岩が多く雪に覆われるシエラネバダ山脈まである。中央部はセントラルバレーであり、国内で最も重要な農業地帯のひとつである。シエラネバダ山脈には氷河で削られてできたドームで有名なヨセミテ渓谷、地球最大の樹木であるジャイアントセコイアのセコイア国立公園、アメリカ合衆国本土では最高地点であるホイットニー山がある。古代セコイアの木は主にサンフランシスコ市の北の海岸線に点在している。ホワイト山脈に自生するブリスルコーン・パインの木は樹齢4,700年と世界最古の木と言われている。肥沃な農地と牧場地、ワインカントリーでも知られ、地域の北東部はカスケード山脈南部、トリニティアルプス、クラマス山脈の高山、湖、風に曝されたニガヨモギのステップも知られている。
気候は概して海岸地域の海洋性のものから暖かい地中海性気候、渓谷部の大陸地中海性気候に近いもの、高山性の気候まで様々である。サンフランシスコ・ベイエリアやサクラメント大都市圏さらにはセントラルバレーの都市部から離れると比較的人口密度が低い地域でもある。

## 都市
北カリフォルニアで最大の都市圏はサンフランシスコ・ベイエリアであり、サンノゼ市（州内第3位）、サンフランシスコ市（同第4位）、オークランド市およびその多くの郊外市がある。
近年のベイエリアは、州都サクラメント市、その南45マイル (72 km) のストックトン、さらに南約30マイル (48 km) のモデストのようなセントラルバレーにある都市からも通勤する者がいる。地域の開発が進んだ結果、ベイエリアに加えてモントレー・ベイエリア、セントラルバレーの中央部およびシエラネバダ山脈麓の丘陵部まで一つの大都市圏と見ることも可能である。
州を2つに分けて考えた場合、内陸部最大の都市は北カリフォルニアにあると考えられる。この地域の重要な都市は、南東にあるフレズノやセントラルバレーの北縁にあるレディング、セントラルバレーの中北部にあるチコやユバシティ、北海岸最北のユーレカなど主要都市圏に含まれない都市がある。この広大な地域の大都市よりは小さいものの地域の中心として歴史を持ち、主に田園部であるか孤立した位置付けのために、その大きさの割りに経済的な重要さを持っている。

### 主要都市
下のリストは北カリフォルニアの人口5万人以上の都市と町であり、アルファベット順に列挙した。括弧内はウィキペディア記事に掲載されている最新の人口を示す。
人口10万人以上
- アンティオック（100,150人）
- バークレー（102,743人）
- コンコード（121,780人）
- デイリーシティ（103,621人）
- エルクグローブ（141,125人）
- フェアフィールド（107,593人）
- フレズノ（505,479人）
- フリーモント（213,000人）
- ヘイワード（155,312人）
- モデスト（211,156人）
- オークランド（415,492人）
- レディング（104,295人）
- リッチモンド（103,828人）
- ローズビル（112,343人）
- サクラメント（486,189人）
- サリナス（148,350人）
- サンノゼ（1,023,083人）
- サンフランシスコ (pop. 808,977人）
- サンタクララ（109,000人）
- サンタローザ（161,496人）
- ストックトン（295,000人）
- サニーベール（131,760人）
- ヴァレーホ（125,900人）
- バイセイリア（125,921人）

人口10万人未満
| - アラメダ（75,254人） - チコ（84,396人） - シトラスハイツ（85,017人） - クローヴィス（95,128人） - クパチーノ（55,162人） - デイビス（64,938人） - ユーレカ（26,128人） - フォルサム（72,590人） - ハンフォード（53,266人） - リバモア（83,800人） - ローダイ（64,641人） - マデラ（56,710人） - マンテカ（66,451人） - マーセド（80,608人） - ミルピタス（66,568人） - マウンテンビュー（70,708人） - ナパ（74,247人） - ノバト（54,000人） - パロアルト（61,200人） - ペタルーマ（60,450人） - ピッツバーグ（56,769人） | - プレザントン（71,882人） - ポータービル（51,467人） - ランチョコルドバ（60,056人） - レッドウッドシティ（79,000人） - ロックリン（54,754人） - サンレアンドロ（83,183人） - サンマテオ（92,482人） - サンラフェル（56,063人） - サンラモン（58,035人） - サンタクルーズ（56,124人） - サウスサンフランシスコ（60,552人） - トレーシー（81,714人） - トゥーレアリ（59,535人） - ターロック（70,158人） - ユニオンシティ（73,402人） - バカビル（96,735人） - ウォルナットクリーク（64,296人） - ワトソンビル（51,258人） - ウッドランド（55,960人） - ユバシティ（62,083人） - ユカイア（14,956人） |

### 都市圏
北カリフォルニアには州内にある4つの大都市圏のうち3つがあり、2010年1月時点ではその3つで北カリフォルニア人口の4分の3以上が住んでいる。
| 都市圏                       | 人口      |
| ---------------------------- | --------- |
| サンフランシスコ・ベイエリア | 7,790,447 |
| サクラメント大都市圏         | 2,501,001 |
| フレズノ都市圏               | 1,107,416 |

### 主要事業地区

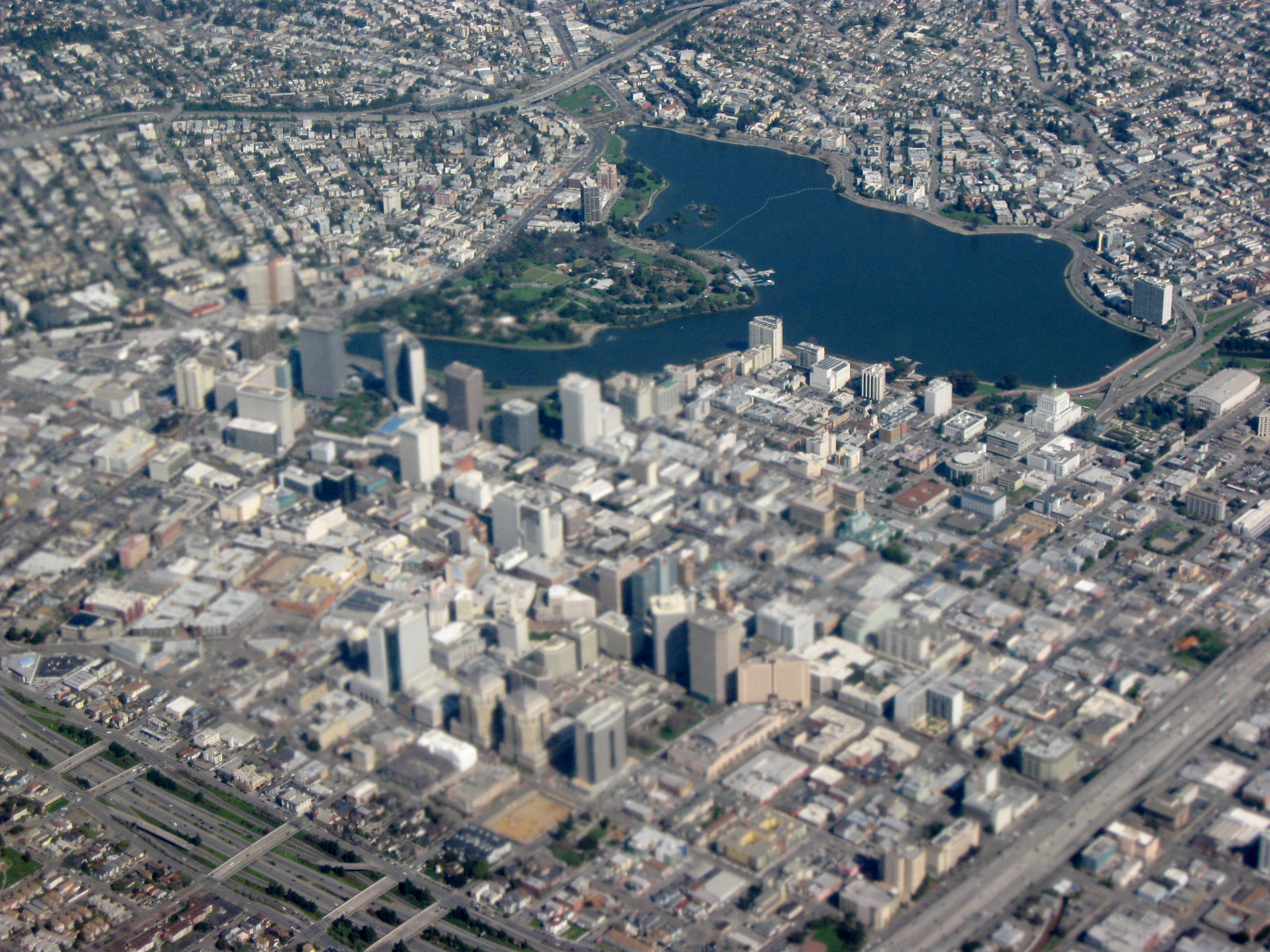
オークランド中心街

次の4つは北カリフォルニアの主要な事業地区である。
- サンフランシスコ金融街
- オークランド中心街
- サクラメント中心街
- サンノゼ中心街

## 歴史

### 1847年以前
北カリフォルニアには北のシャスタ族、セントラルコーストとシエラネバダ山脈のミウォク族、セントラルバレー南部のヨクート族まで1000年以上にわたって住み着き、先コロンブス期北アメリカで最も人口密度の高い地域の一つだった。

#### ヨーロッパ人探検家
この地域の海岸を最初に探検したヨーロッパ人はスペイン王家のために航海したフアン・ロドリゲス・カブリリョだった。1542年、カブリリョの遠征隊はおそらく今日のオレゴン州ログ川まで北上した。1565年からスペインのマニラ・ガレオン船隊がメキシコの銀や宝石を積み太平洋を渡ってスペイン領フィリピンまで運んだ。マニラ・ガレオン船隊は北太平洋を戻り、通常は北カリフォルニア海岸沖で北アメリカに到着し、海岸線を南に辿ってアジアの貿易品をメキシコにもたらした。
1579年、北カリフォルニアをイギリス人探検家フランシス・ドレーク卿が訪れ、今日のサンフランシスコ市の北に上陸して、この地域をイングランドの領土と宣言した。1602年、スペイン人セバスティアン・ビスカイノがカリフォルニア海岸をモントレー湾まで北上し、そこから海上に出た。その後の150年間で北カリフォルニア海岸に沿って何人かのスペイン人探検家が航海したが、開拓地は設立されなかった。

#### スペイン統治時代
最初のヨーロッパ人住民はスペインの宣教師団であり、カリフォルニア海岸に沿って伝道所を造っていった。まず1770年にモントレーの伝道所が建設された。1776年にはサンフランシスコの伝道所が続いた。ソノマからモントレーまで全体で10か所の伝道所が海岸沿いに並び、バハ・カリフォルニアの南端に向けてはさらに多くの伝道所があった。1786年、フランスがモントレー探検のための船を派遣することで、北カリフォルニア地域に対する関心を示した。
19世紀初期の20年間、スペインによる北カリフォルニア海岸の植民地化が続いた。1820年までにスペインは伝道所の並びからおよそ25マイル (40 km) ないし50マイル (80 km) 内陸までその影響力を広げた。この範囲の外ではおそらく20万人ないし25万人のインディアンが伝統的な生活を続けていた。1819年にスペインと新生間もないアメリカ合衆国の間に結ばれたアダムズ＝オニス条約により、スペイン領土の北限を北緯42度線と定め、これが実質的に現在北カリフォルニアの北限となった。

#### ロシアの存在
ロシアはアラスカから海岸線を南に下ってきており、1812年には今日のソノマ郡の海岸に毛皮交易基地であるロス砦を建設した。ロス砦はサンフランシスコの北約70マイル (110 km) 程にあって、スペインの北上とぶつかったためにロシアの南限となった。1841年、北カリフォルニアにアメリカ人が現れてその数を増やし、地域の情勢が変わり始めたので、ジョン・サッターとの取引ができたのを潮にロシアは北カリフォルニアの開拓地を放棄した。

#### メキシコ統治時代
メキシコが1821年にスペインからの独立を果たした後、北カリフォルニアを始めスペインが領有を主張していた地域にある伝道所や開拓地を継承した。これら開拓地のメキシコ人のカリフォルニオ（スペイン語を話すカリフォルニア人）は牛の皮や獣脂をアメリカ人やヨーロッパ人の商船と交易した。

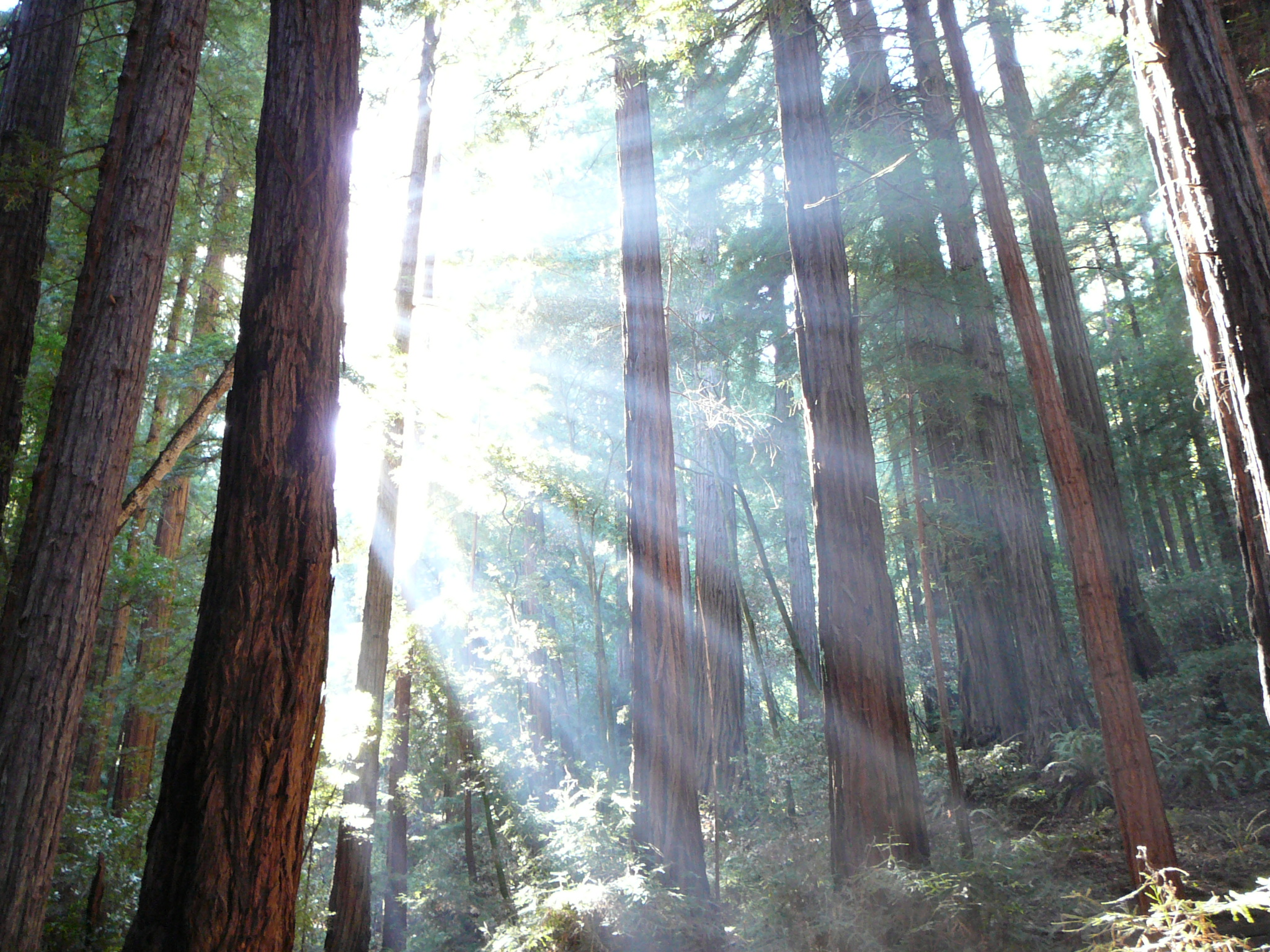
マリン郡ミューア森林国立記念碑にあるセコイアの木

1825年、ハドソン湾会社が今日のオレゴン州ポートランドの直ぐ北に交易基地（バンクーバー砦）を建設した。イギリス人の罠猟師や狩猟者がシスキュー・トレイルを使って北カリフォルニア中を旅した。北カリフォルニアへのフランス科学調査隊指導者ユージーン・デュフロー・ド・モフラが1840年に、「カリフォルニアは1隻の軍艦と200人の人を派遣することを選択した国ならばどこでもその国に属することになるのは明瞭である」と記した:260。1830年代までにカリフォルニオではないかなりの数の者が北カリフォルニアに移住した。それらの者の中でも主要な者はスイスからの移民ジョン・サッターであり、今日のサクラメント地域の中心に、48,827エーカー (195 km²) の土地特許を取得した。

#### アメリカ人の興味
1830年代にはアメリカ人罠猟師が北カリフォルニアに入ってくるようになった:263-4。アメリカ人の野望に燃えたユーイング・ヤングが、北カリフォルニアの伝道所からオレゴンのイギリス人やアメリカ人の開拓地までシスキュー・トレイルを越えて馬やラバの群れを移動させた。1830年代以来北カリフォルニアには少数のアメリカ人交易業者と罠猟師が住んでいたが、1841年に新しく開発されたカリフォルニア・トレイルを通り山を越えて到着したのがバートルソン・ビドウェル隊であり、陸路から来た初の組織化された集団だった:263-273。1841年にはまたアメリカ合衆国の探検隊が太平洋岸北西部からシスキュー・トレイルを通って北カリフォルニアに入ってきた。1846年、カリフォルニアを目指していたドナー隊はシェラネバダ山脈山中で豪雪に阻まれ、生存者たちはカニバリズムによって命をつないだ。

#### アメリカ合衆国時代の始まり
1846年3月13日に米墨戦争の開戦が宣言されたが、カリフォルニアまでこの情報が伝わるのはおよそ2か月を要した。同年6月14日、およそ30人の非メキシコ系開拓者、大半がアメリカ人が反乱を起こし、ソノマにある小さなメキシコの駐屯地を占領した。彼等はソノマの空にカリフォルニア共和国の「クマの旗」を掲げた。「クマの旗の共和国」はわずか26日間の命であり、ジョン・C・フレモントが率いるアメリカ軍が7月9日にその後を引き継いだ。今日のカリフォルニア州旗はこのときのクマの旗を引き継いでおり、「カリフォルニア共和国」の文字が入っている。
7月7日、ジョン・ドレイク・スロート海軍代将がその海軍にイエルバ・ブエナ（今日のサンフランシスコ）の占領を命令し、数日のうちにアメリカ軍がサンフランシスコ、ソノマ、およびサクラメントのサッター砦を支配下に置いた。1848年2月2日調印されたグアダルーペ・イダルゴ条約によって米墨戦争が終わり、メキシコは正式にアルタ・カリフォルニア（現在の北カリフォルニア全てを含む）をアメリカ合衆国に割譲した。

### ゴールドラッシュ（1848年-1855年）
カリフォルニア・ゴールドラッシュは1848年から1855年に、ほとんど北カリフォルニアだけで起こった。1848年1月24日にコロマのサッターズミルで金が発見されたのが始まりだった。金発見の報せは瞬く間に拡がり、アメリカ合衆国の他地域や海外から30万人ほどの人々がカリフォルニアに来ることになった。サンフランシスコはテントが立つ小さな集落からブームの町に変身し、道路、教会、学校など町としての要素が建設された。蒸気船のような新しい交通機関が開発されて定期便が就航し、鉄道が建設された。しかし、ゴールドラッシュも否定的な面があった。先住インディアンが攻撃されて伝統的な住み処から追い出され、金の探鉱は環境を汚染させた。

### 人口と農業の拡大（1855年-1899年）
ゴールドラッシュに次ぐ時代は北カリフォルニアの人口と経済特に農業が劇的に拡大した。1869年にサクラメントを西の終着駅として最初の大陸横断鉄道が完成し、北カリフォルニアの農業生産物（および幾らかの工業製品）が合衆国の他地域に向けて経済的に出荷できるようになった。その反対方向では合衆国の他地域およびヨーロッパからの移民が快適に北カリフォルニアに来ることができるようになった。北カリフォルニア中に鉄道網が拡がり、1887年には太平洋岸北西部に到るシスキュー・トレイル接続線が完成した。これらの鉄道のほとんどがサンフランシスコ市に本社を置くサザン・パシフィック鉄道の支配下に入り、サンフランシスコは金融と文化の中心として機能し続けた。
この時代に少なからぬ緊張が起こったなかには移民排斥主義者の感情（主に中国人移民に対するもの）、力を増すサザン・パシフィック鉄道と小農との間の緊張関係、および労働組合運動の始まりなどがあった。

## 人口動態
北カリフォルニアにある48郡の人口は長年にわたって着実に増加してきた。1850年の国勢調査では地域の人口がほぼ確実に過小評価されており、特にかなりの人口がいたはずのインディアンが少なく数えられている。
ゴールドラッシュ時代以外で最も多く人口増加率が高かったのは1940年代であり、戦後の退役軍人とその家族が大きく成長する工業基盤と第二次世界大戦中に北カリフォルニアに駐屯した経験に惹き付けられて動いて来た。絶対値で見ると1980年代の増分210万人以上が最大であり、シリコンバレーが発展したことと、冷戦によって防衛産業が拡大したこともあって、就職機会が増えたことが増加要因だった。

## 教育機関
北カリフォルニアには世界的に評価の高い大学が多い。例えば私学のスタンフォード大学、州立のカリフォルニア大学バークレー校などである。

### 公立の教育機関
この地域にある公立大学は次の通りである。
- カリフォルニア大学バークレー校
- カリフォルニア大学デービス校
- カリフォルニア大学サンフランシスコ校
- カリフォルニア大学サンタクルーズ校
- カリフォルニア大学マーセド校
- カリフォルニア州立大学システムの11大学

- カリフォルニア海事大学
- カリフォルニア州立大学チコ校
- カリフォルニア州立大学イーストベイ校
- カリフォルニア州立大学モントレーベイ校
- カリフォルニア州立大学フレズノ校
- カリフォルニア州立大学フンボルト校
- カリフォルニア州立大学サクラメント校
- サンフランシスコ州立大学
- カリフォルニア州立大学サンノゼ校
- カリフォルニア州立大学ソノマ校
- カリフォルニア州立大学スタニスラウス校

- この他に地方のコミュニティ・カレッジが数多くある

### 私立の教育機関
下記は私立大学の一部である。
- フレズノ・パシフィック大学
- ミルズ・カレッジ
- ノースウェスタン・ポリテクニック大学
- スタンフォード大学
- サンタクララ大学
- セントメアリーズ・カレッジ
- サンフランシスコ大学
- パシフィック大学
- 北カリフォルニア大学

### 研究機関
下記は上記教育機関に属さない研究機関の一部である
- アメリカ数学研究所
- ボデガ海洋研究室
- ホプキンス海洋ステーション
- 合同ゲノム研究所
- ローレンス・バークレー国立研究所
- ローレンス・リバモア国立研究所
- リック天文台
- ロング海洋研究所
- モントレー湾水生動物研究所
- NASA エイムズ研究センター
- オーウェンズ・バレー電波天文台
- パシフィック研究所
- ポイントレイズ鳥類観測所
- ホワイトマウンテン研究ステーション

## 公園と保護地域

### 国立公園
アメリカ合衆国国立公園局が北カリフォルニアにある大規模で多様な公園群を管理している。最も良く知られているのがヨセミテ国立公園であり、カリフォルニア州25セント硬貨の裏面に採用されている。その他著名な公園としてはキングズ・キャニオン国立公園とセコイア国立公園の連なり、レッドウッド国立公園、ラッセン火山国立公園、および大陸48州の中では最大のデスヴァレー国立公園である

### 国立記念碑とその他連邦政府が保護している地域
その他連邦政府が保護している地域としてはミューア森林国立モニュメント、ジャイアントセコイア国立モニュメント、デビルス・ポストパイル国立モニュメント、溶岩床国立モニュメント、ピナクルズ国立モニュメント、ポイント・レイズ国立海岸、モントレー湾国立海洋保護区、コーデルバンクとファラロンズ湾の国立海洋保護区（どちらもサンフランシスコ海岸沖）がある。国立海洋保護区の中にはファラロン国立野生生物保護区があり、この国立野生生物保護区は北カリフォルニアにある25の保護区の一つである。国立の森も着たカリフォルニアの大きな面積を占めており、シャスタ・トリニティ、クラマス、モドック、ラッセン、メンデシーノ、エルドラド、タホおよびセコイアの各国立の森がある。国立の森に含まれ、あるいは隣接して連邦政府が保護する原始地域があり、トリニティ・アルプス、キャッスル・クラグス、グラナイトチーフ、およびデソレーション各原始地域がある。
さらにカリフォルニア海岸国立記念碑は、北カリフォルニアの全海岸線に沿って海岸から12海里 (22.22 km) 以内の全ての小島、岩礁、および奇岩群を保護している。またアメリカ合衆国国立公園局はアルカトラズ島、ゴールデンゲイト国立レクリエーション地域、およびウィスキータウン国立レクリエーション地域を管理している。またインヨー郡のマンザナー国立歴史史跡、サンフランシスコ・ベイエリアのロジー・ザ・リベッター第二次世界大戦銃後国立歴史史跡も管理している。

### その他の公園と保護地域
- アラム・ロック公園
- エンジェル島
- ビッドウェル公園
- ビッグベースン・レッドウッド公園
- キャッスル・ロック州立公園
- ブターノ州立公園

- ファラロン諸島
- ゴールデンゲート公園
- ヘンリー・コー州立公園
- フンボルト・レッドウッズ州立公園
- タホ湖盆地
- イーストベイ地域公園地区

- マーブル山脈原始地域
- タマルパイス山州立公園
- サクラメント川
- タートル湾探検公園
- マッカーサー・バーニー滝記念州立公園
- ワイルダーランチ州立公園

## 郡
北カリフォルニアには下記48郡がある（アルファベット順）。
| - アラメダ郡 - アルパイン郡 - アマドール郡 - ビュート郡 - カラベラス郡 - コルサ郡 - コントラコスタ郡 - デルノルト郡 - エルドラド郡 - フレズノ郡 - グレン郡 - ハンボルト郡 - インヨー郡 - キングス郡 - レイク郡 - ラッセン郡 | - マデラ郡 - マリン郡 - マリポサ郡 - メンドシーノ郡 - マーセド郡 - モドック郡 - モノ郡 - モントレー郡 - ナパ郡 - ネバダ郡 - プレイサー郡 - プラマス郡 - サクラメント郡 - サンベニト郡 - サンフランシスコ郡 - サンホアキン郡 | - サンマテオ郡 - サンタクララ郡 - サンタクルーズ郡 - シャスタ郡 - シエラ郡 - シスキュー郡 - ソラノ郡 - ソノマ郡 - スタニスラウス郡 - サッター郡 - テハマ郡 - トリニティ郡 - トゥーレアリ郡 - トゥオルミ郡 - ヨロ郡 - ユバ郡 |

## 地域
下記の地域はその全体か一部が北カリフォルニアに入っている。
- セントラルコースト
- カリフォルニアセントラルヴァレー
- コースタル・カリフォルニア
- イーストベイ (サンフランシスコ・ベイエリア)
- 東カリフォルニア
- エメラルド・トライアングル
- ゴールドカントリー
- クラマス盆地
- タホ湖
- ラッセン山
- フレズノ都市圏

- シャスタ山
- ノースベイ (サンフランシスコ・ベイエリア)
- ノースコースト
- ロシア川
- サクラメント大都市圏
- サクラメント・バレー
- サンフランシスコ・ベイエリア
- サンフランシスコ半島
- サンホアキン・バレー
- サンタクララ・バレー
- シャスタ・カスケード

- シエラネバダ山脈
- シリコンバレー
- サウスベイ (サンフランシスコ・ベイエリア)
- テレコムバレー
- トライ・バレー
- トリニティ・アルプス
- アップステート・カリフォルニア
- ワインカントリー
- ヨセミテ国立公園
- ユバ・サッター地域

## 交通

### 空港

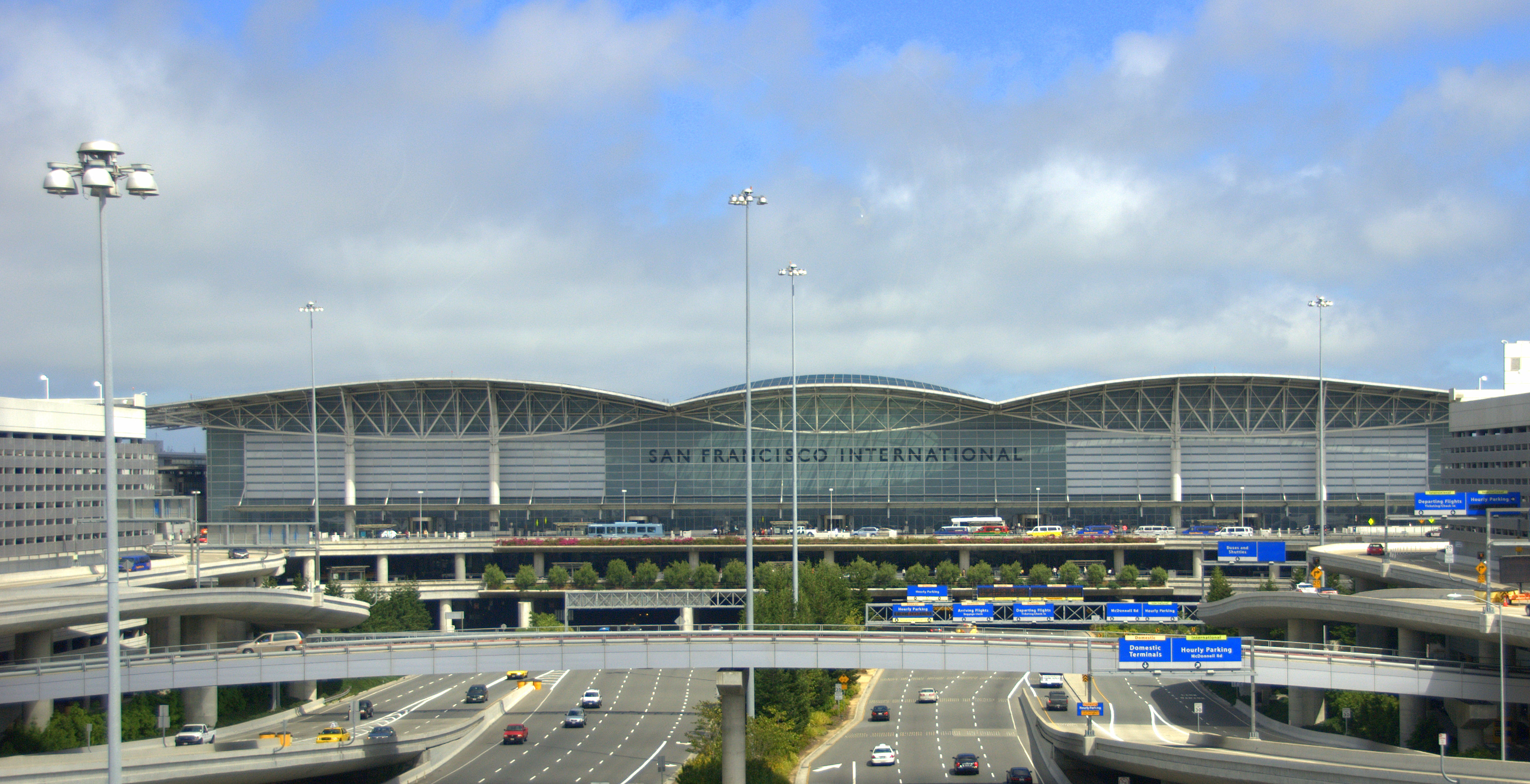
サンフランシスコ国際空港、北カリフォルニアで第1、州内第2、国内第10位の大きさと乗降客数を誇る空港

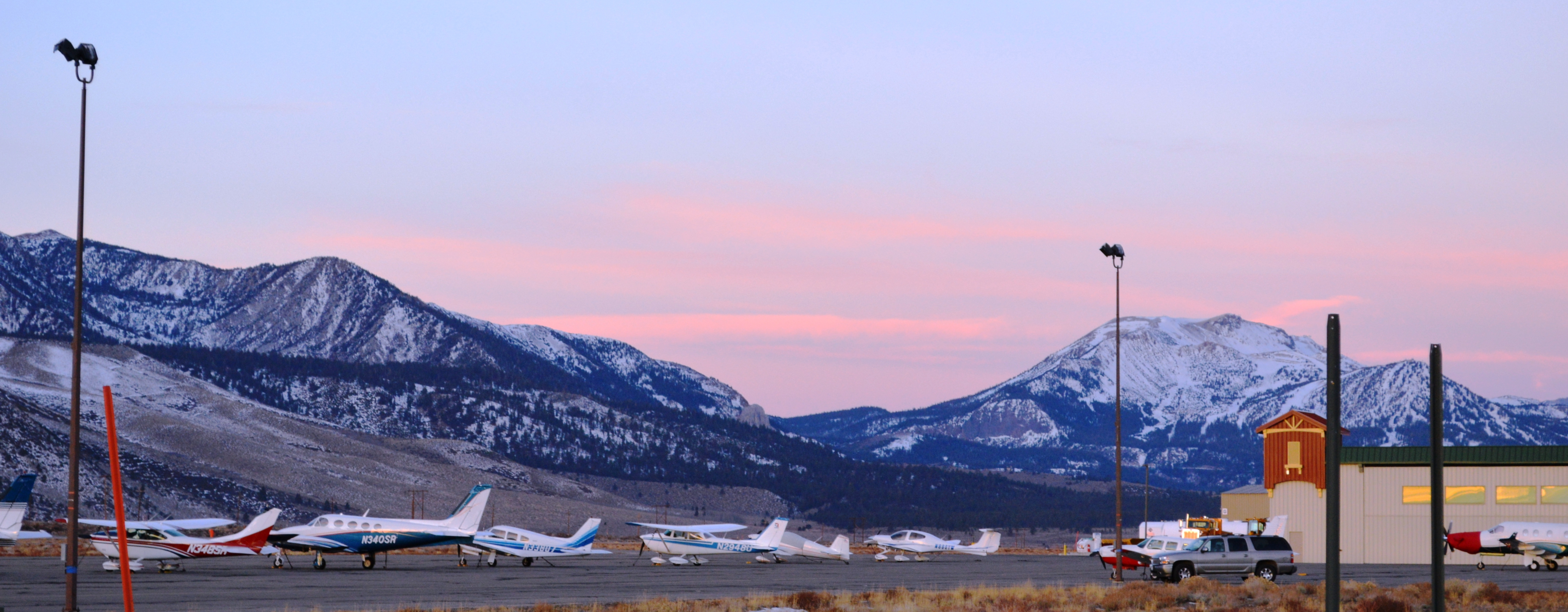
マンモス山スキー場の足場、マンモス・ヨセミテ空港

下記の空港は定期商業便が発着する空港である
- アーケータ・ユーレカ空港
- チャールズ・M・シュルツ・ソノマ郡空港
- チコ市民空港
- デル・ノルテ郡空港
- フレズノ・ヨセミテ国際空港
- マンモス・ヨセミテ空港
- マーセド市民空港
- モデスト市郡空港
- モントレー半島空港
- オークランド国際空港
- レディング市民空港
- サクラメント国際空港
- サンフランシスコ国際空港
- サンノゼ国際空港
- ストックトン都市圏空港
- バイセイリア市民空港

### 鉄道

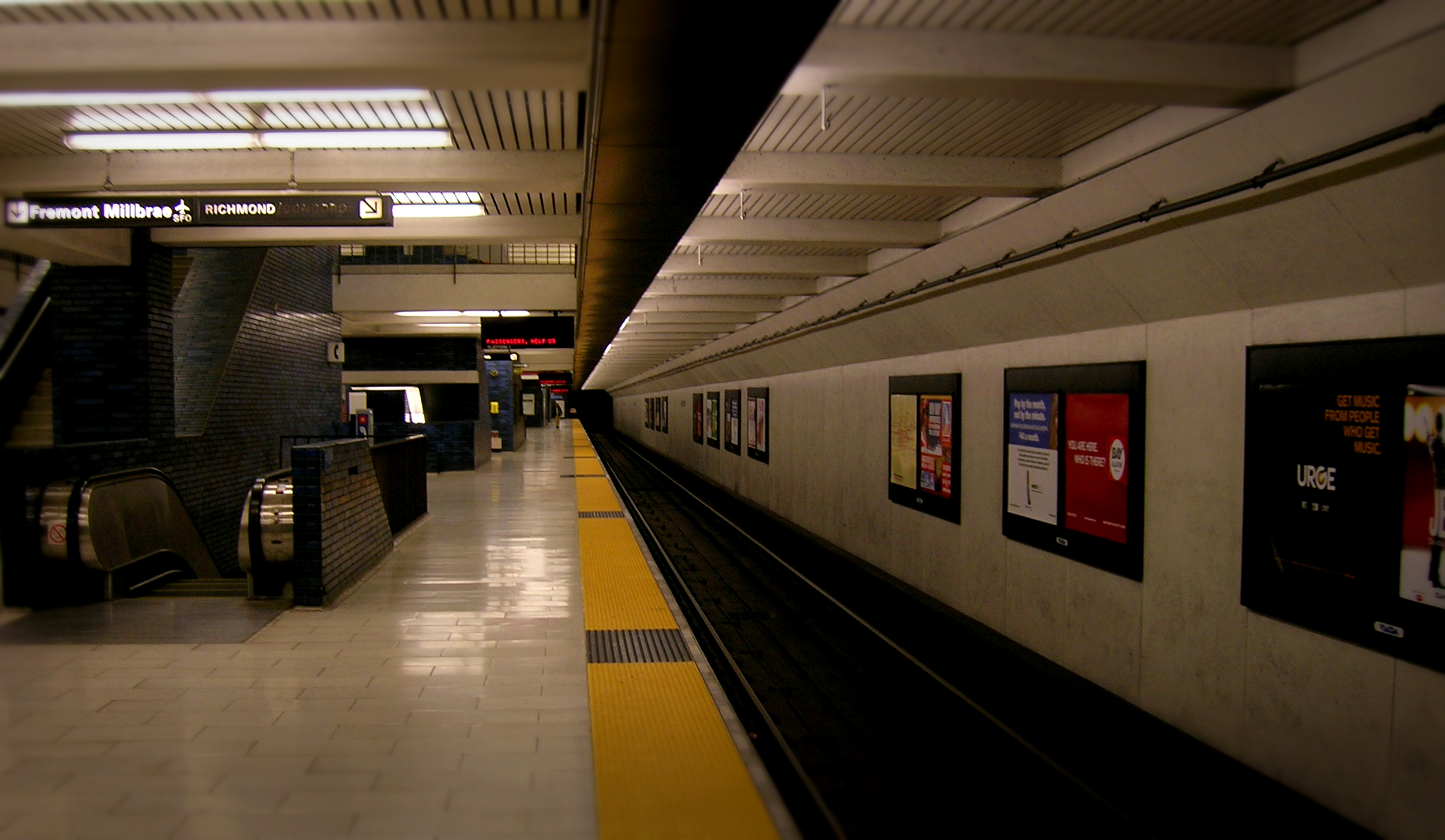
オークランド中心街にあるバートのオークランド19番通り駅

- ベイエリア高速鉄道（バート） - 通勤用地下鉄、サンフランシスコ市やオークランド市を含むベイエリア中核と郊外を結び、サンノゼやアンティオックまで延伸が図られている
- カルトレイン - 通勤鉄道、サンフランシスコ市とサンノゼ市の南ギルロイとを結ぶ
- ミュニメトロ - サンフランシスコ市内
- サンタクララバレー交通局ライトレール - サンノゼ市内
- アルタモント通勤急行 - 通勤鉄道、ストックトンやセントラルバレーとサンノゼやベイエリアを結ぶ
- サクラメント地域交通地区 - ライトレール
- アムトラック:
  - カリフォルニア・ゼファー - シカゴとベイエリアを結ぶ
  - キャピトル・コリドー - サンノゼからサクラメント東部郊外のオーバーンを結ぶ
  - コースト・スターライト - ロサンゼルスとシアトルを結ぶ列車、北カリフォルニアではサンノゼ、オークランドおよびエメリービルで停車する
  - サンホアキン - セントラルバレーの列車、南カリフォルニアのベイカーズフィールドとサクラメントやオークランドを結ぶ

### 主要公共交通機関
| - AC トランジット - アーケータ・アンド・マッド川トランジットシステム - カウンティ・コネクション - エル・ドラド・トランジット - ユーレカ・トランジット・サービス - フェアフィールド・アンド・サスーン・トランジット - フレズノ・エリア・イクスプレス - ゴールデンゲイト・トランジット - レイク・トランジット - メンドシーノ交通局 - モントレー・サリナス・トランジット - レッドウッド・トランジットシステム | - サムトランズ - サンベニート・イクスプレス - SF MUNI - サンホアキン地域交通地区 - サンタクララバレー交通局 (VTA) - サンタクルス・メトロ - ソラノ・イクスプレス - ソノマ郡トランジット - トリデルタ・トランジット - バレーホ・トランジット - VINE（ナパ郡） |

### 主要フェリー
- ブルー & ゴールド・フリート
- アラメダ/オークランド・フェリー
- アラメダ・ハーバー・ベイ・フェリー

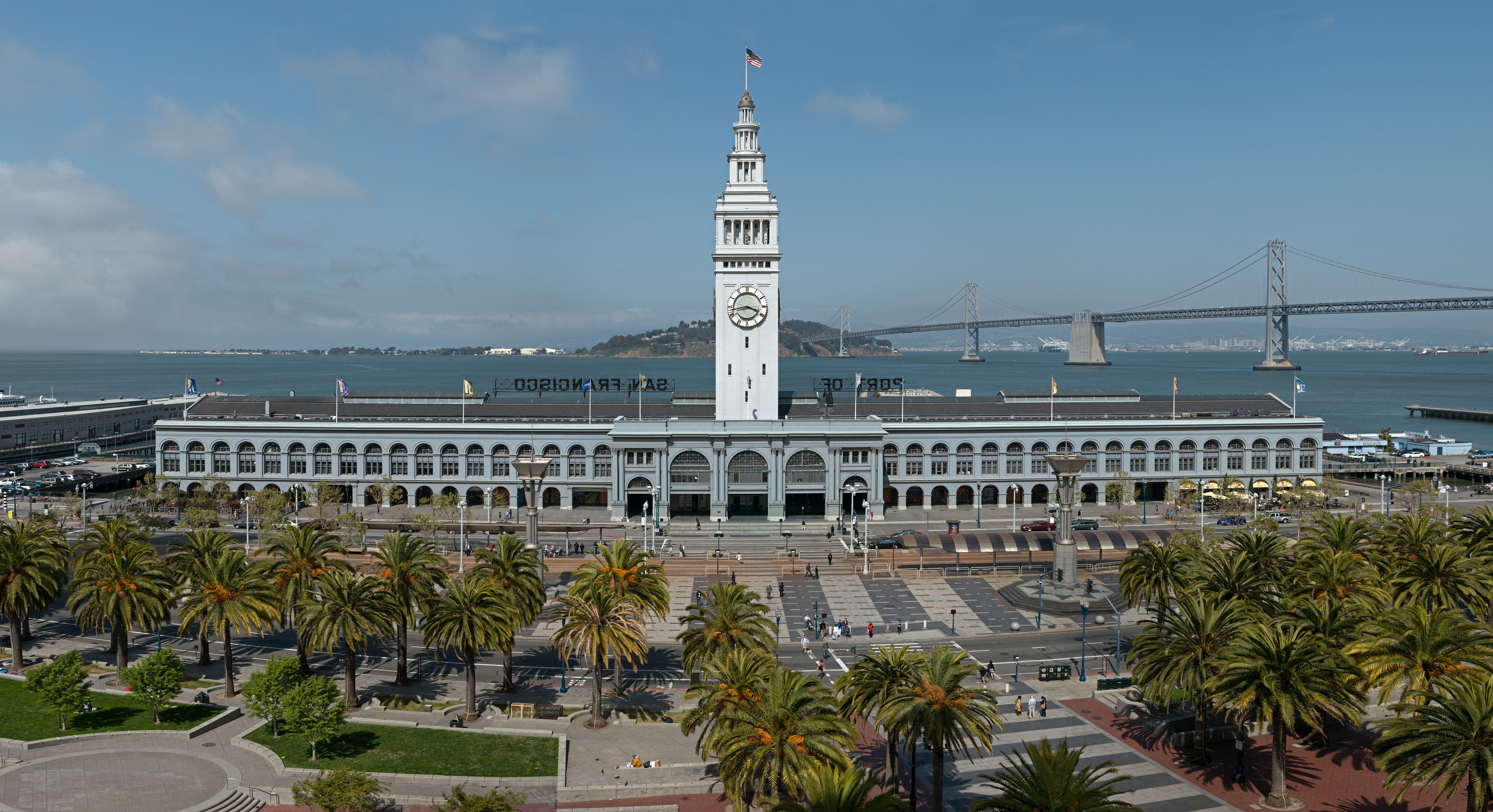
歴史あるサンフランシスコ・フェリービル、西海岸で最も乗降客の多いフェリー乗り場であり、サンフランシスコ市中心街とベイエリアの多くの場所とを繋いでいる

- エンジェルアイランド - ティブロン・フェリー
- ゴールデンゲイト・フェリー

### 高速道路

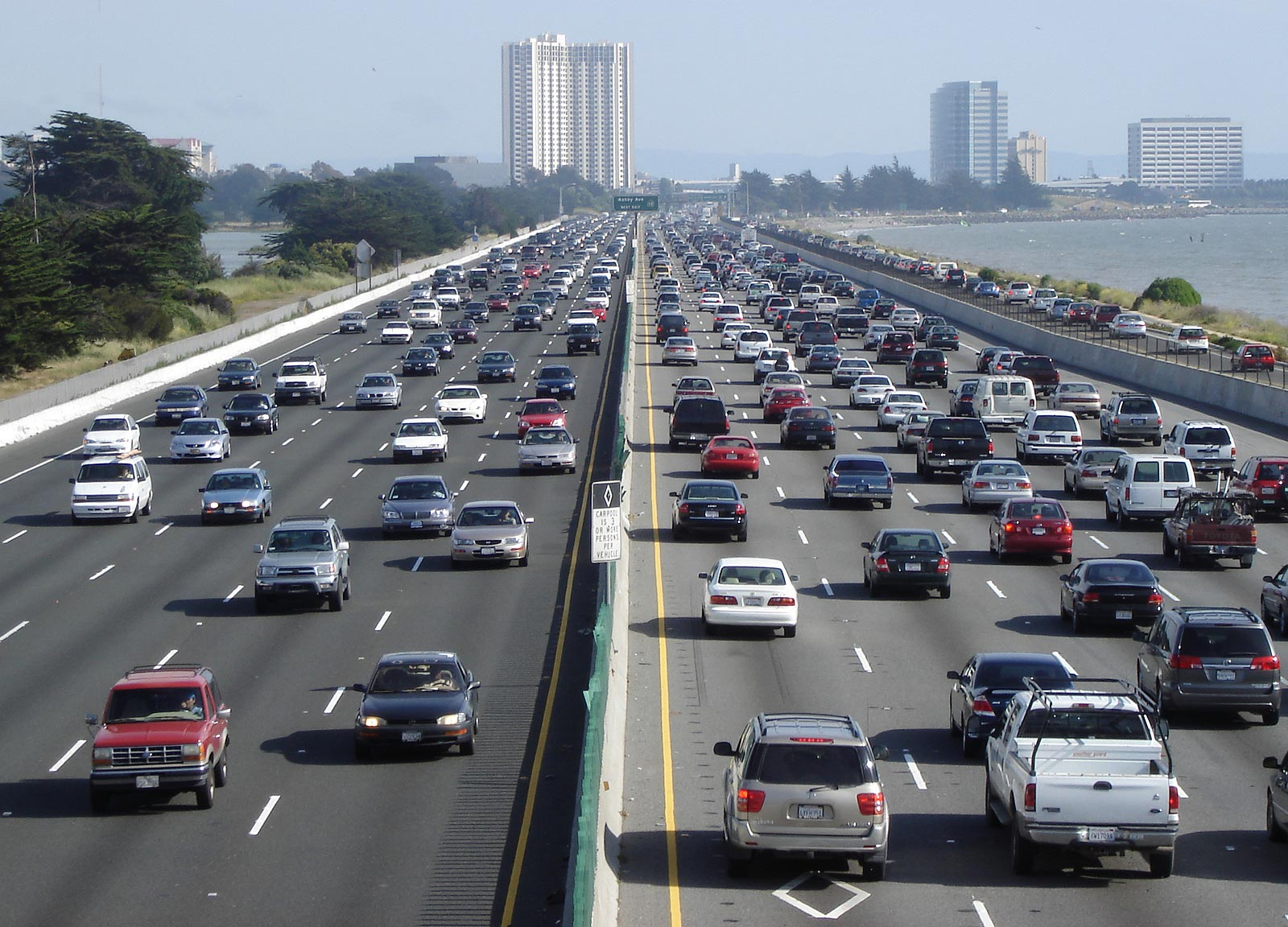
バークレー市内の州間高速道路80号線と同580号線

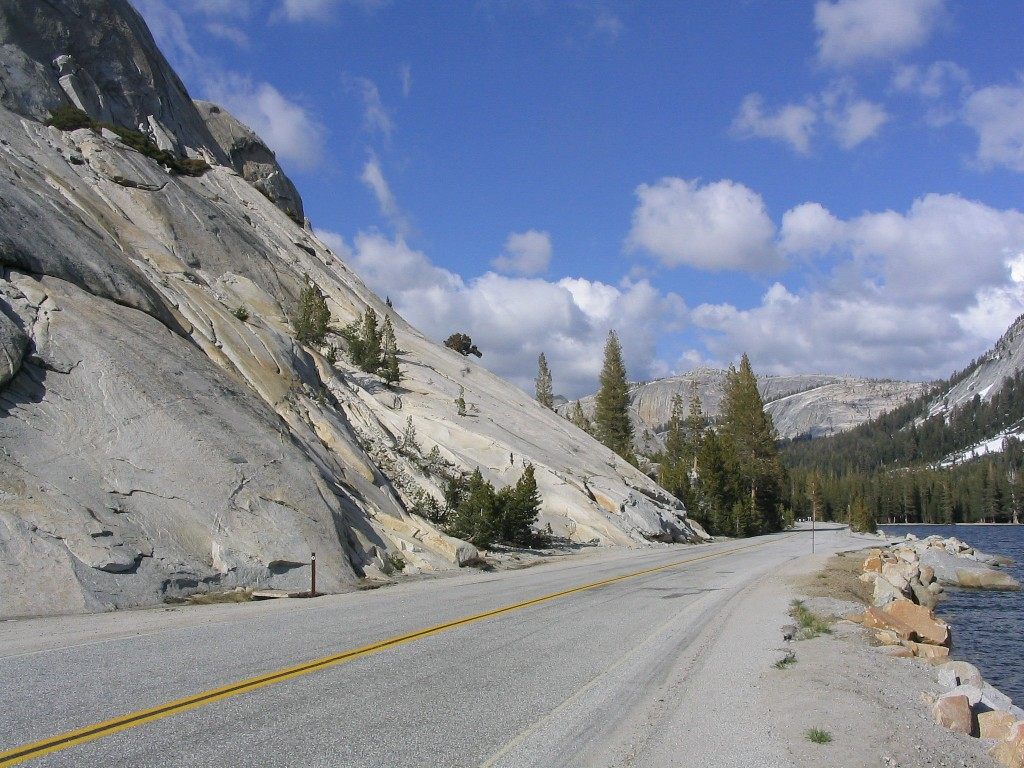
州道120号線、北カリフォルニア内陸部を横切る数多い高規格道路の1つ

州間高速道路
- 州間高速道路80号線（イーストショア・フリーウェイ/リンカーン・ハイウェイ）
- 州間高速道路280号線（南エンバーカデロ・フリーウェイ/サザン・フリーウェイ/フニペロ・セラ・フリーウェイ/シンクレア・フリーウェイ）
- 州間高速道路380号線
- 州間高速道路580号線 （イーストショア・フリーウェイ/マッカーサー・フリーウェイ/ブラウン・フリーウェイ）
- 州間高速道路680号線（ジョセフ・P・シンクレア・フリーウェイ/ドナルド・D・ドイル・ハイウェイ/ブルースター記念ハイウェイ/ルーサー・E・ギブソン・フリーウェイ）
- 州間高速道路780号線
- 州間高速道路880号線 （ニミッツ・フリーウェイ）
- 州間高速道路980号線 （グローブ・シャフター・フリーウェイ）
- 州間高速道路238号線
- 州間高速道路205号線（ロバート・T・モナガン・フリーウェイ）
- 州間高速道路5号線（ゴールデンステイト・フリーウェイ/ウェストサイド・フリーウェイ）
- 州間高速道路505号線
- 州間高速道路80号線産業道路（キャピタルシティ・フリーウェイ）

アメリカ国道
- アメリカ国道6号線
- アメリカ国道50号線（エル・ドラド・フリーウェイ）
- アメリカ国道101号線（サウスバレー・フリーウェイ/ベイショア・フリーウェイ/ジェイムズ・リック・フリーウェイ/セントラル・フリーウェイ/レッドウッド・ハイウェイ/マイケル・J・バーンズ・フリーウェイ）
- アメリカ国道395号線
- アメリカ国道97号線
- アメリカ国道199号線

主要州道
- カリフォルニア州道1号線（太平洋岸ハイウェイ/カブリリョ・ハイウェイ）
- カリフォルニア州道3号線
- カリフォルニア州道4号線
- カリフォルニア州道9号線
- カリフォルニア州道12号線
- カリフォルニア州道13号線（アシュビー・アベニュー/トンネル道路/ウォーレン・フリーウェイ）
- カリフォルニア州道17号線
- カリフォルニア州道24号線
- カリフォルニア州道29号線
- カリフォルニア州道35号線（スカイライン・ブールバード）
- カリフォルニア州道36号線
- カリフォルニア州道37号線（シアーズ・ポイント有料道路）
- カリフォルニア州道41号線（E・G・ルイス・ハイウェイ、ヨセミテ・フリーウェイ、サザン・ヨセミテ・ハイウェイ、ワウォナ道路）
- カリフォルニア州道44号線
- カリフォルニア州道49号線（ゴールデン・チェイン・ハイウェイ）
- // カリフォルニア州道61号線（ウェブスター・チューブ/ポージー・チューブ/ドゥーリットル・ドライブ/デイビス通り）
- カリフォルニア州道70号線
- カリフォルニア州道82号線（モントレー・ハイウェイ/エル・カミノ・レアル道路/ミッション通り）
- カリフォルニア州道84号線
- カリフォルニア州道85号線（スティーブンス・クリーク・フリーウェイ/ウェストバレー・フリーウェイ/ノーマン・Y・ミネタ・ハイウェイ/CHP オフィサー/スコット・M・グリーンリー・記念フリーウェイ）
- カリフォルニア州道89号線
- カリフォルニア州道92号線（J・アーサー・ヤンガー・フリーウェイ/ジャクソン通り）
- カリフォルニア州道99号線
- カリフォルニア州道108号線
- カリフォルニア州道113号線
- カリフォルニア州道120号線
- カリフォルニア州道121号線
- カリフォルニア州道132号線
- カリフォルニア州道140号線
- / カリフォルニア州道185号線（国際ブールバード/東14番通り/ミッション・ブールバード）
- カリフォルニア州道160号線（北サクラメント・フリーウェイ/リバー道路）
- カリフォルニア州道236号線
- カリフォルニア州道237号線
- カリフォルニア州道238号線（ミッション・ブールバード、フットヒル・ブールバード）
- カリフォルニア州道254号線（アベニュー・オブ・ジャイアンツ）
- カリフォルニア州道262号線（ミッション・ブールバード）
- カリフォルニア州道275号線（タワー・ブリッジ・ゲイトウェイ）
- カリフォルニア州道299号線

## プロスポーツ
| スポーツ               | リーグ | チーム                                            | 試合場                                         |
| ---------------------- | ------ | ------------------------------------------------- | ---------------------------------------------- |
| 野球                   | MLB    | オークランド・アスレチックス (アメリカンリーグ)   | オークランド・アラメダ・カウンティ・コロシアム |
| 野球                   | MLB    | サンフランシスコ・ジャイアンツ (ナショナルリーグ) | オラクル・パーク                               |
| バスケットボール       | NBA    | ゴールデンステート・ウォリアーズ                  | チェイス・センター                             |
| バスケットボール       | NBA    | サクラメント・キングス                            | ゴールデン1センター                            |
| アメリカンフットボール | NFL    | サンフランシスコ・49ers                           | リーバイス・スタジアム                         |
| アイスホッケー         | NHL    | サンノゼ・シャークス                              | SAPセンター                                    |
| サッカー               | MLS    | サンノゼ・アースクエイクス                        | PayPalパーク                                   |
| サッカー               | WPS    | FC ゴールドプライド                               | パイオニア・スタジアム                         |